# Tabuse (Yamaguchi)
Tabuse (田布施町 Tabuse-chō?) es un pueblo localizado en la prefectura de Yamaguchi, Japón. En junio de 2019 tenía una población estimada de 14.813 habitantes y una densidad de población de 294 personas por km². Su área total es de 50,42 km².

## Geografía

### Localidades circundantes
- Prefectura de Yamaguchi
  - Hikari
  - Hirao
  - Iwakuni
  - Yanai

## Demografía
Según los datos del censo japonés, esta es la población de Tabuse en los últimos años.
| Año del censo | Población |
| ------------- | --------- |
| 1995          | 16.203    |
| 2000          | 16.217    |
| 2005          | 16.287    |
| 2010          | 15.986    |
| 2015          | 15.317    |